# Ángel Carrascal Gutiérrez
Ángel Carrascal Gutiérrez (Salamanca, 1984) es un diplomático español. Es el Embajador de España en Guinea (desde noviembre de 2023) y en Sierra Leona (desde abril de 2024).

## Biografía
Nacido en Salamanca en 1984. Tras licenciarse en Derecho y en Traducción e Interpretación en la Universidad de Salamanca, obteniendo mención en el Premio Nacional de Fin de Carrera y consiguiendo una Beca Erasmus en la Universidad de Westminster (Londres), ingresó en la carrera diplomática en 2009.
En el Ministerio de Asuntos Exteriores, Unión Europea y Cooperación, ha sido Director del Gabinete de la Secretaría de Estado de Asuntos Exteriores y Globales y Subdirector General de Comunicación Estratégica, Diplomacia Pública y Redes. En el exterior, ha estado destinado en las Embajadas de España en Senegal, Irlanda y Japón, encargándose fundamentalmente de los asuntos culturales y de comunicación.
Además de ser intérprete jurado del idioma francés, ha publicado diversos álbumes musicales con el pseudónimo de mAthe.
Es el embajador de España en Guinea (desde 2023)y en Sierra Leona (desde 2024).